# لبشكا (دهشال)
لبشکا (بالفارسية: لبشکا) هي قرية تقع في إيران في قسم دهشال الريفي. يقدر عدد سكانها بـ 97 نسمة بحسب إحصاء 2016.